# Marta Rózga
Marta Rózga (ur. 7 lutego 1991) – polska judoczka.
Zawodniczka KS Gwardia Łódź (od 2004). Srebrna medalistka zawodów Pucharu Europy w Belgradzie w 2013. Wicemistrzyni Polski seniorek 2011 oraz trzykrotna brązowa medalistka mistrzostw Polski seniorek w kategorii powyżej 78 kg (2012, 2013, 2014). Młodzieżowa mistrzyni Polski 2013.